# Вікторин Сененський
Вікторин Сененський з Сенна і Гологорів гербу Дембно (пол. Wiktoryn Sienieński; бл. 1463 — 31 березня 1530) — польський шляхтич, королівський придворний, урядник Королівства Польського. Представник роду Сененських.

## Життєпис
Народився близько 1463 року. Батько — Анджей Сененський з Сенна і Риманова, званий Гологірським (пол. Andrzej Sienieński z Sienna i Rymanowa), підкоморій сандомирський, мати — дружина батька Катажина (Катерина) з Гологорів, донька галицького каштеляна Миколая з Гологорів
У 1476 році записався навчатись до Краківського університету, де навчався принаймні ще 1478-го. 1485 року підписався як «Victorynus de Gologory» серед шляхтичів Львівської землі, але частіше перебував в оточенні Казимира IV Ягеллончика як придворний. Виконував доручення короля як його довірена особа, зокрема, до Папи Юлія ІІ в 1505 році.
Разом з братом Яном викрав доньку померлого стриєчного брата Пйотра Сененського-Олеського Ядвігу (майбутню дружину подільського воєводи Марціна Каменецького) для отримання контролю над частиною спадку, яка їй належала. 1510 отримав Холмське староство, взяв у заставу різні королівщини, його право «доживоття» на них підтвердив у 1513 році король Сигізмунд I Старий.
1514-го разом з майбутнім люблінським воєводою Яном Бохотніцьким з Олесниці призначений до розпису посполитого рушення Люблінської землі, заступивши воєводу Миколая Фірлея з Домбровиці. 1515-го став каштеляном малогоським, отримав нові королівшини в Сандомирській землі.
Із братом Яном поділив спадок, отримав Риманів з прилеглостями, у 1504 році за згодою дружини заставив на якийсь час маєтки Риманова Петрові з Фельштина за 400 угорських флоринів. Посідав села поблизу Кракова, 16 гривень чиншу на замку Олеська щороку. Сприяв розвитку Риманова, де переважно мешкав, торгував волами на ярмарках Кросна, Сянка. Для Риманова за його наполяганнями король 1503 року видав привілей, яким дозволялися ярмарки на день святого Алексія (17 липня). 1511 року добився звільнення Риманова від чопового податку на один квартал. Іноді мешкав у Хрущині (пол. Chruszczyn)
Помер 31 березня 1530 року.

### Сім'я
Дружина — Ельжбета з Дембінських, донька краківського каштеляна Якуба, з якою взяли шлюб перед 1485 роком. Діти:
- Збігнев[2] — сяноцький каштелян[7]
- Агнешка — дружина Пйотра Шафранця,[2] 2 voto плоцького воєводи[8] Станіслава Ніщицького
- Катажина — дружина краківського воєводи Анджея Тенчинського.[2]